# Kartoffelmelcentralen
KMC, Kartoffelmelcentralen, a.m.b.a. også kaldet KMC er en dansk kartoffelmelscentral i Brande. Centralen er ejet af 95 andelshaverne. Der er 240 fuldtidsstillinger. I 1933 gav den danske stat tilladelse til at Kartoffelmelcentralen kunne sælge kartoffelstivelse fra syv danske kartoffelmelsfabrikker. Virksomhedens produktion af kartoffelstivelse er målrettet forskellige anvendelsesområder.